# Ramón Mendoza
Ramón Mendoza Fontela, född 18 april 1927 i Madrid, Spanien, död 4 april 2001 i Nassau, Bahamas, var en spansk advokat och affärsman.
Mendoza var  klubbpresident i fotbollsklubben Real Madrid åren 1985-1995. Hans första år som president i klubben var väldigt framgångsrika. Real Madrid vann spanska ligan fem gånger i följd och sågs som ett av Europas främsta klubblag. År 1995 var han dock tvungen att avsäga sig presidentskapet efter att ha byggt upp ett jättelikt skuldberg. Hans position togs över av Lorenzo Sanz, vilken tidigare varit vicepresident.
Under Mendoza vann Real Madrid 6 ligatitlar, 2 spanska cuptitlar, en UEFA-cuptitel och 3 supercuptitlar.